# Taurovenator
Taurovenator – wymarły rodzaj dinozaura gadziomiednicznego, teropoda z rodziny Carcharodontosauridae.
W argentyńskiej Patagonii, na północnym zachodzie prowincji Río Negro odnaleziono skamieniałości teropodów. Szczątki spoczywały wśród skał należących do formacji Huincul, powstałej w kredzie późnej od cenomanu do turonu, w czasach współczesnych na farmie Enzo Violante. Paleontolodzy zidentyfikowali wśród nich pozostałości kilku różnych teropodów. Prócz kawałka kości kwadratowej nieokreślonego bliżej abelizauroida, szczątków celurozaura oraz przedstawiciela Paraaves i skamieniałości zaliczonego do Megaraptora zwierzęcia nazwanego Aoniraptor, a także fragmentów stopy Carcharodontosauridae mapuzaura badacze znaleźli tam pozostałości nieznanego wcześniej przedstawiciela Carcharodontosauridae. Nie dysponowali bogatym materiałem, udało się odszukać pojedynczą kość zaoczodołową, ciężkiej budowy, kształtem zbliżoną do litery T. Na kości tej badacze spostrzegli wyróżniającą się wyniosłość leżącą powyżej oczodołu, tworzącą coś w rodzaju rogu. Jej obecność badacze uznali za pierwszą z dwóch autapomorfii rodzaju. Kolejną stanowi głębokie wgłębienie na brzusznej powierzchni kości. Dzięki temu mogli oni kreować nowy rodzaj dinozaura. Wybrali dlań nazwę Taurovenator. Pierwsza część nazwy tauro wywodzi się z łaciny od wyrazu oznaczającego byka. Venator pochodzi z tego samego języka i oznacza w nim myśliwego. W obrębie rodzaju paleontolodzy umieścili pojedynczy gatunek Taurovenator violantei. Jego epitet gatunkowy upamiętnia Enzo Violante, właściciela farmy, na terenie której znaleziono kość. Zwierzę wydaje się średniej wielkości zaawansowanym ewolucyjnie Carcharodontosauridae.